# Thyrgis militta
Thyrgis militta är en fjärilsart som beskrevs av Stoll 1781. Thyrgis militta ingår i släktet Thyrgis och familjen björnspinnare. Inga underarter finns listade i Catalogue of Life.

## Bildgalleri

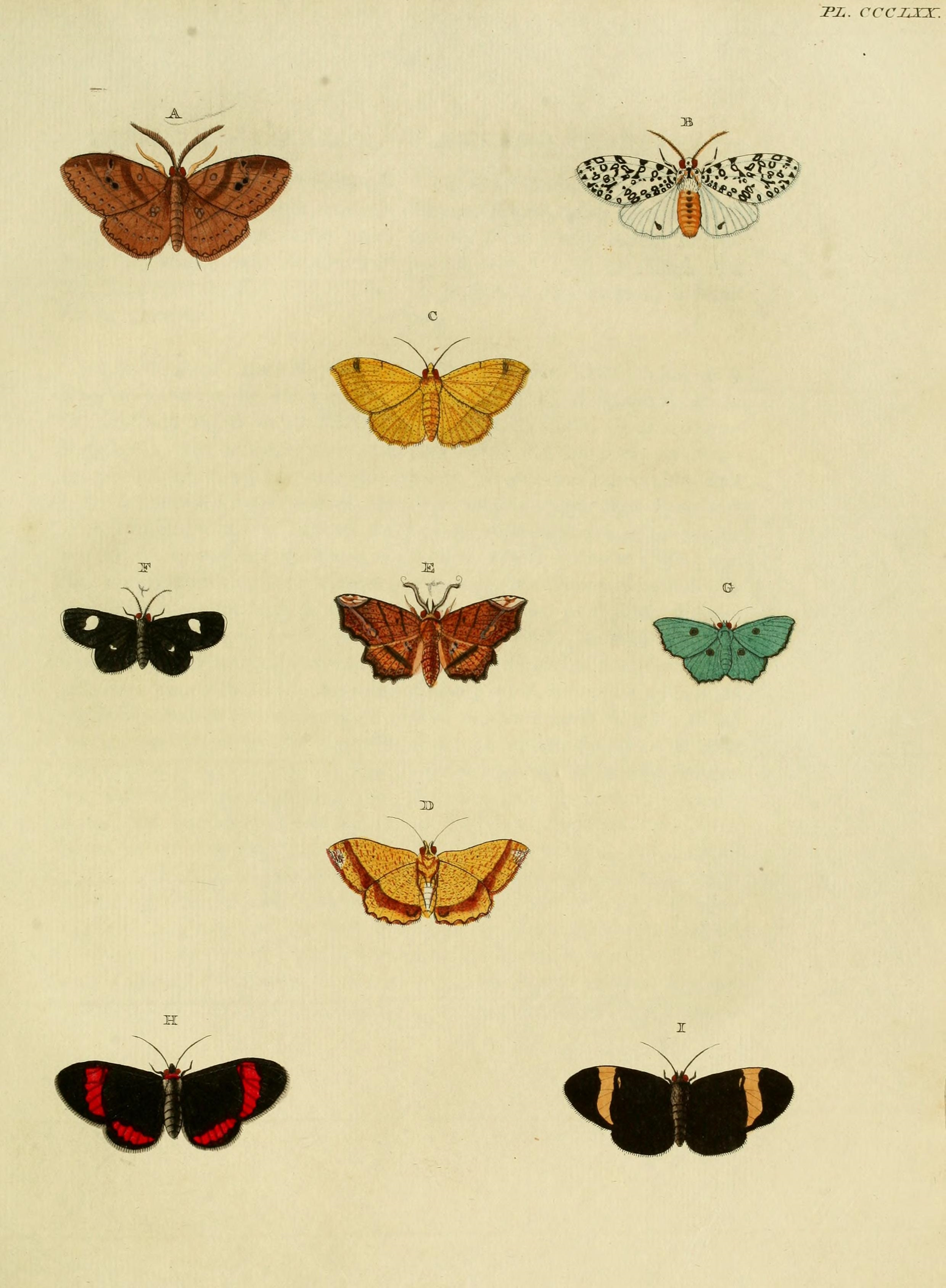